# Laurenz Mefferdatis

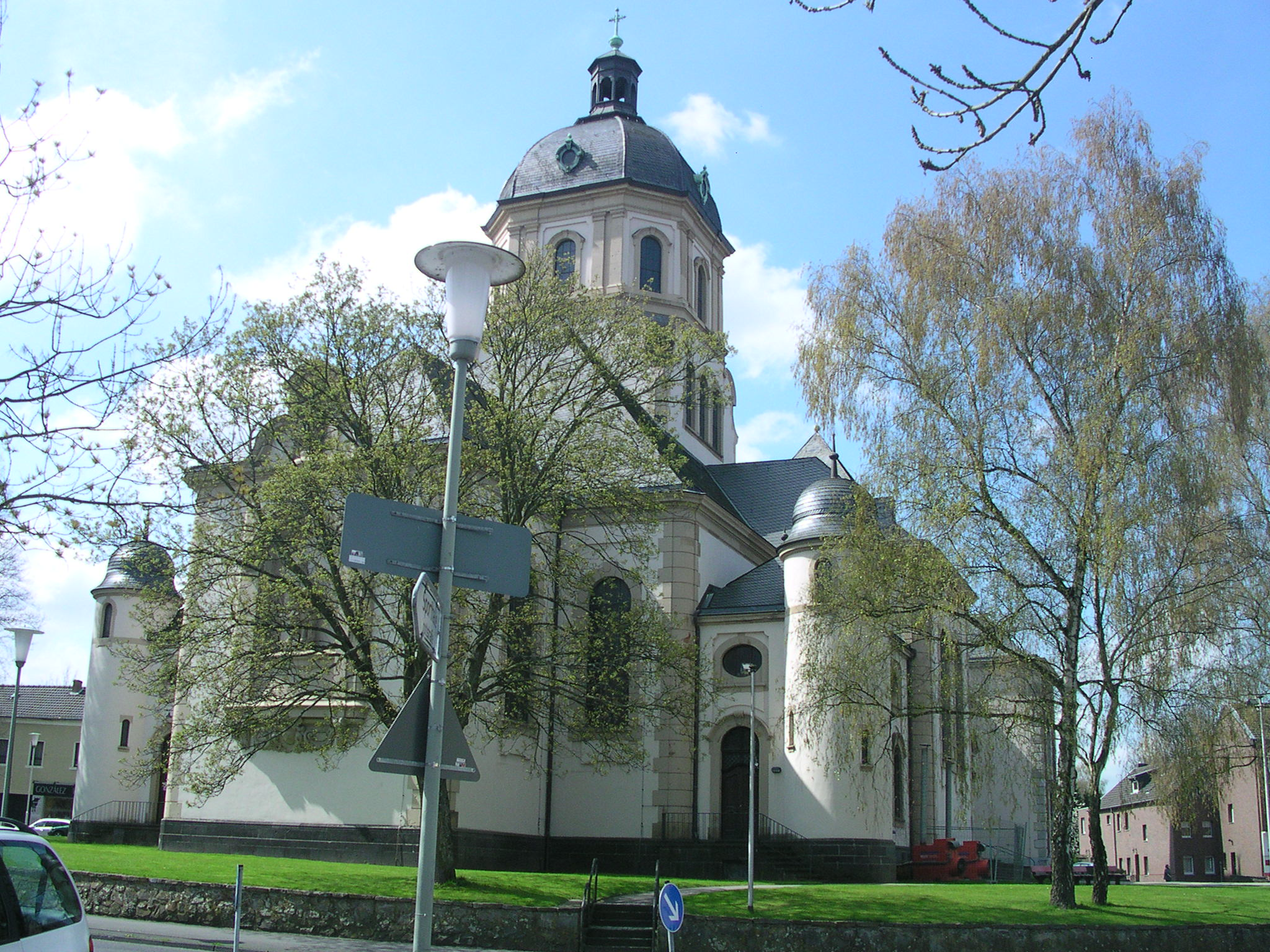
St.-Sebastianskerk in Würselen

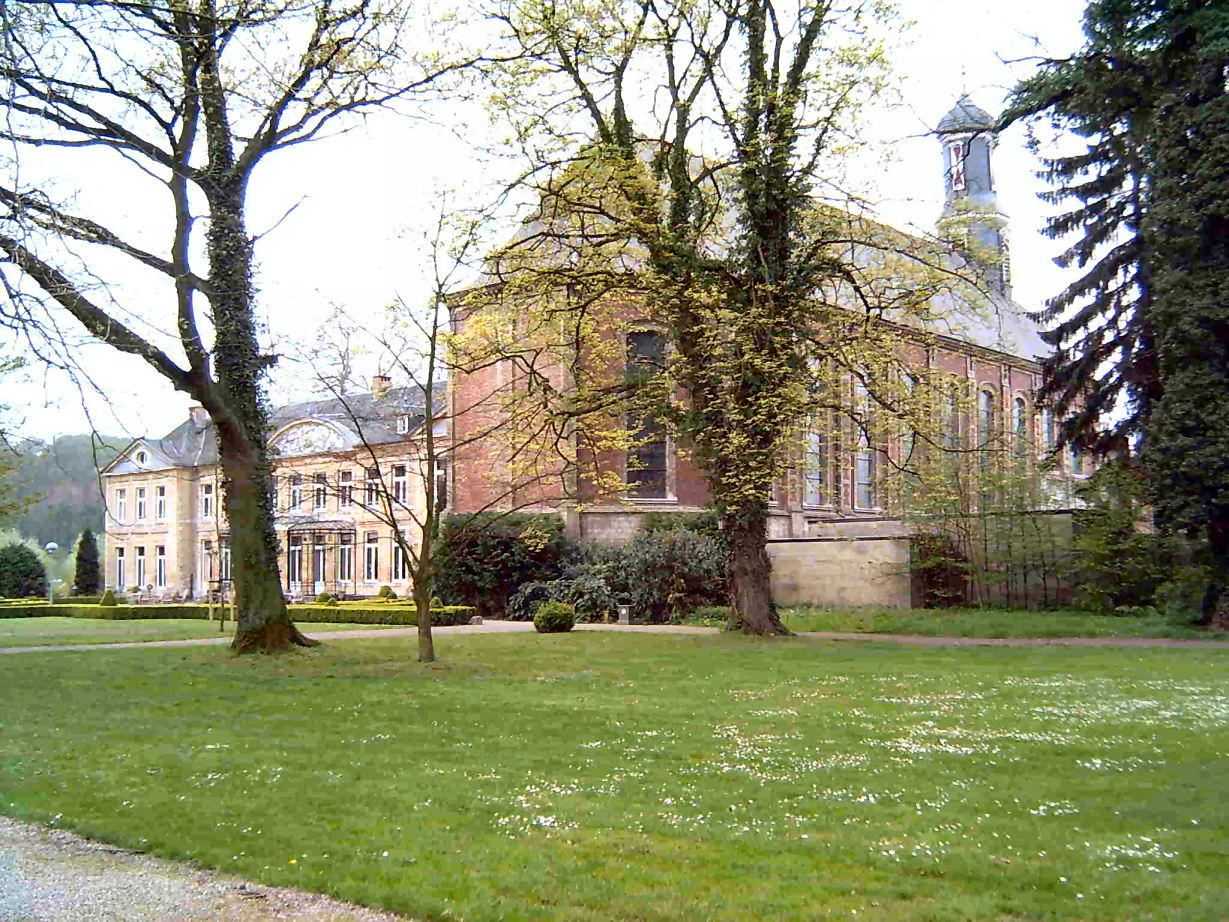
Sint-Gerlachuskerk in Houthem

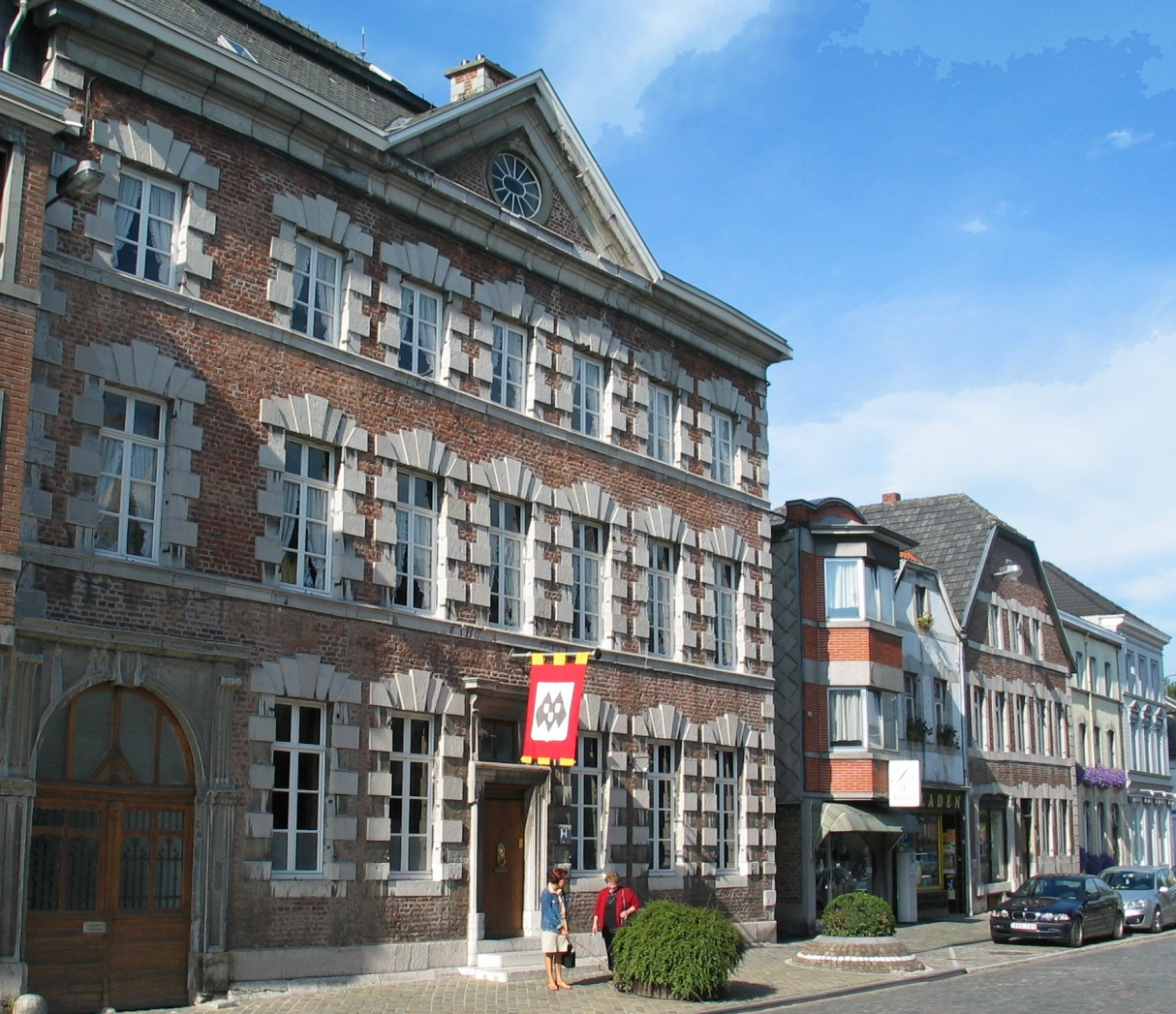
Het 'Haus Nyssen in Eupen, hofzijde

Laurenz Mefferdatis (2 september 1677 - 20 september 1748) was een Duits architect uit de Barokperiode, die voornamelijk in de stedendriehoek Aken-Luik-Maastricht werkte. Samen met de Akense architecten Joseph Moretti en Johann Joseph en Jakob Couven, en naast de Luikenaren Barthélemy Digneffe, Jacques-Barthélemy Renoz en Jean-Gilles Jacob, en de Maastrichtenaren François, Matheius en Mathias Soiron, kan hij gerekend worden tot de belangrijkste bouwmeesters van de 18e-eeuwse barokarchitectuur in het prinsbisdom Luik.

## Biografische schets
Hij was de zoon van de steenhouwer Stephan Mefferdatis, bij wie hij vier jaar lang in de leer ging. Na de dood van zijn vader in 1699 werd hij stadssteenhouwer van Aken, maar werkte daarnaast ook aan particuliere opdrachten. Al in zijn jonge jaren kreeg hij complexe opdrachten, zoals het vernieuwen van de gewelven van de Nikolauskirche en de verbouwing van het badhuis aan de Büchel en het Krebsbad in Burtscheid. Aken was bij de grote stadsbrand van 1656 volledig verwoest en pas rond 1700 begon de stad zich te herstellen.
Een grote bouwhausse was het gevolg. Mefferdatis werd de meest gezochte bouwmeester van kerk, stad, adel en rijke burgers. Van 1710-1744 was hij de eerste, met name bekende stadsbouwmeester van de stad Aken. Naast steenhouwer was Mefferdatis actief als bouwopzichter en ondernemer. Hij maakte de kostenberekeningen, handelde gerechtelijke geschillen af, deed reparaties, kleine verbouwingen en uitbreidingen van bestaande gebouwen, en ontwierp en bouwde grote bouwwerken. Kenmerkend voor de architectuur van Mefferdatis was de toepassing van wigvormige blokken natuursteen boven de lateien van de raamomlijstingen.
In 1711 trouwde hij met Maria Catarina Preuten, met wie hij zeven kinderen kreeg. Tot kort voor zijn dood in 1748 hield Mefferdatis zich bezig met de uitvoering van opdrachten voor bouwwerken.
Als eerbetoon van de stad Aken aan Mefferdatis werd de voormalige Korneliusstrasse omgedoopt in Mefferdatisstrasse.

## Werken

### Londoner Hof
Een van Mefferdatis' belangrijkste opdrachten kwam van de Akense burgemeester Leonhard Joseph Lamberts, Freiherr von Kortenbach. Het huis Londoner Hof werd in twee fasen gebouwd, in 1713 en 1740. Het geldt als een prototype van een stedelijke adellijke woning in het begin van de achttiende eeuw, naar het voorbeeld van een Parijs' 'hôtel particulier', met een symmetrische plattegrond, een klassieke gevel en een cour d'honneur. Het huis is in de Tweede Wereldoorlog grotendeels verloren gegaan, op de façade op de begane grond na. Wel bewaard bleef het vergelijkbare Wylre'sche Hof, hoewel daarvan niet duidelijk is wat de bijdrage van Mefferdatis was.

### Andere bouwwerken in Aken
- ca. 1700: Bouwopzichter bij wederopbouw Ursulinenklooster, Ursulinerstrasse (toeschrijving; niet behouden)[5]
- 1703: Loretokapel (gesloopt in 1894)[6]
- 1705 Kapel Kapucijnenklooster, Theaterplatz (niet behouden)
- 1705: Lombardsaal, Pontstrasse 53 (na 1945 herbouwd)
- 1705: Rosenkranzportal, St.-Paulskirche
- 1706: Reconstructie gewelf St.-Nikolauskerk
- 1713, 1739 Londoner Hof, Kleinkölnstrasse 18 (deels verwoest)
- 1714, 1748-49: St.-Peterskerk
- 1721: ontwerp Sint-Lambertuskerk, Kerkrade (niet uitgevoerd)
- 1722: Corneliusbad en Karlsbad, ook "Herrenbad" genoemd, later onderdeel van Grand Hotel Corneliusbad, Komphausbadstrasse/Mefferdatisstrasse (verwoest)
- 1725: Wylre’sches Haus (ook wel Haus Heusch), Jakobstrasse 35 (ook aan J.J. Couven toegeschreven)
- 1728: Verbouwing stadhuis van Aken (met anderen)[5]
- 1732: Nieuwbouw Schloss Schönau in Aken-Richterich (na 1945 herbouwd)
- 1735: Huis Pontstrasse 133 (niet behouden)[7]
- 1735: Ontwerp Annunciatenklooster (niet uitgevoerd)
- 1739: Ontwerp Karmelitessenklooster, Pontstrasse (niet uitgevoerd)
- 1739: Theresienkirche (na 1945 herbouwd)
- 1758-59: Roskapellchen (toeschrijving)
- Haus Eich (deels herbouwd na oorlogsschade)
- Haus Königsstein, Königstrasse 22 (na 1945 herbouwd met gebruikmaking originele onderdelen)
- Diverse huizen: Markt 45, Jakobstrasse 23 (Haus Papagei) en 80, en Hauptstrasse 37, 39 en 64 (Haus Pelikan) in Burtscheid (niet behouden)
- Parken Theodor von Oliva, Seilgraben 32, en Gräfin von Gollstein, Jesuitenstrasse 7 (verwoest)

Zoals uit bovenstaande opsomming blijkt, zijn veel bouwwerken van Mefferdatis in de Tweede Wereldoorlog geheel of gedeeltelijk verloren gegaan.

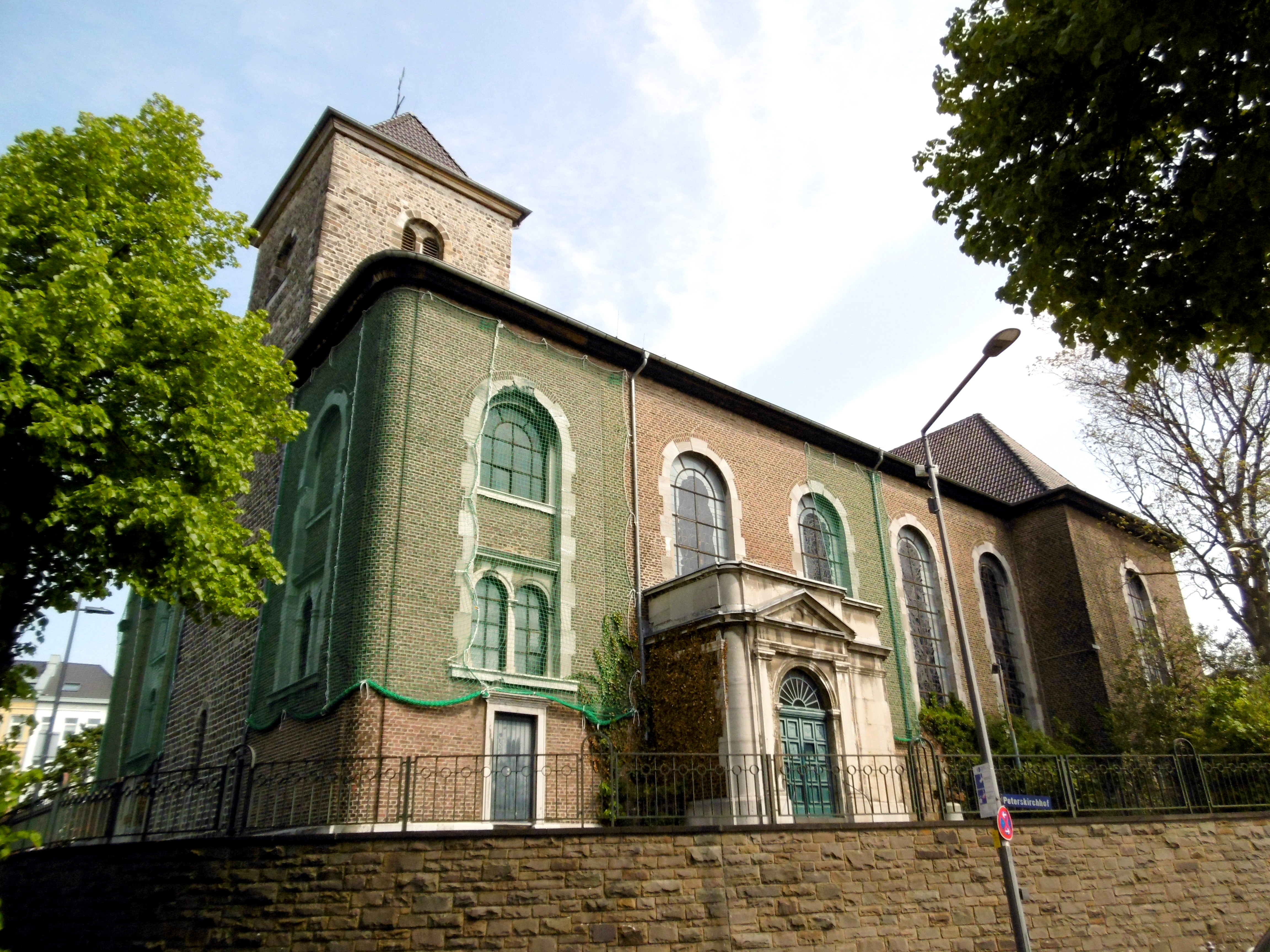
St. Peter
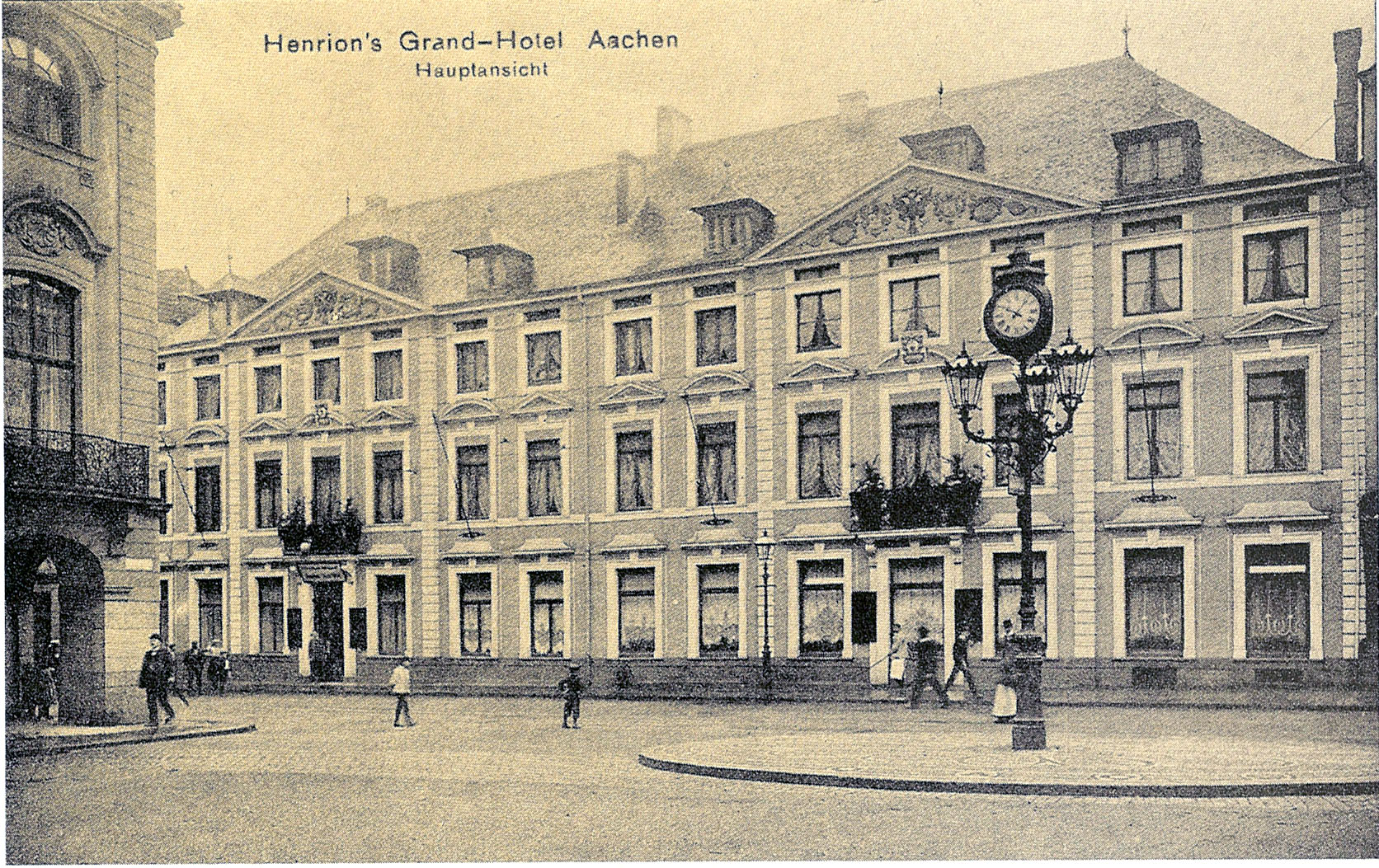
Corneliusbad (in 1911)
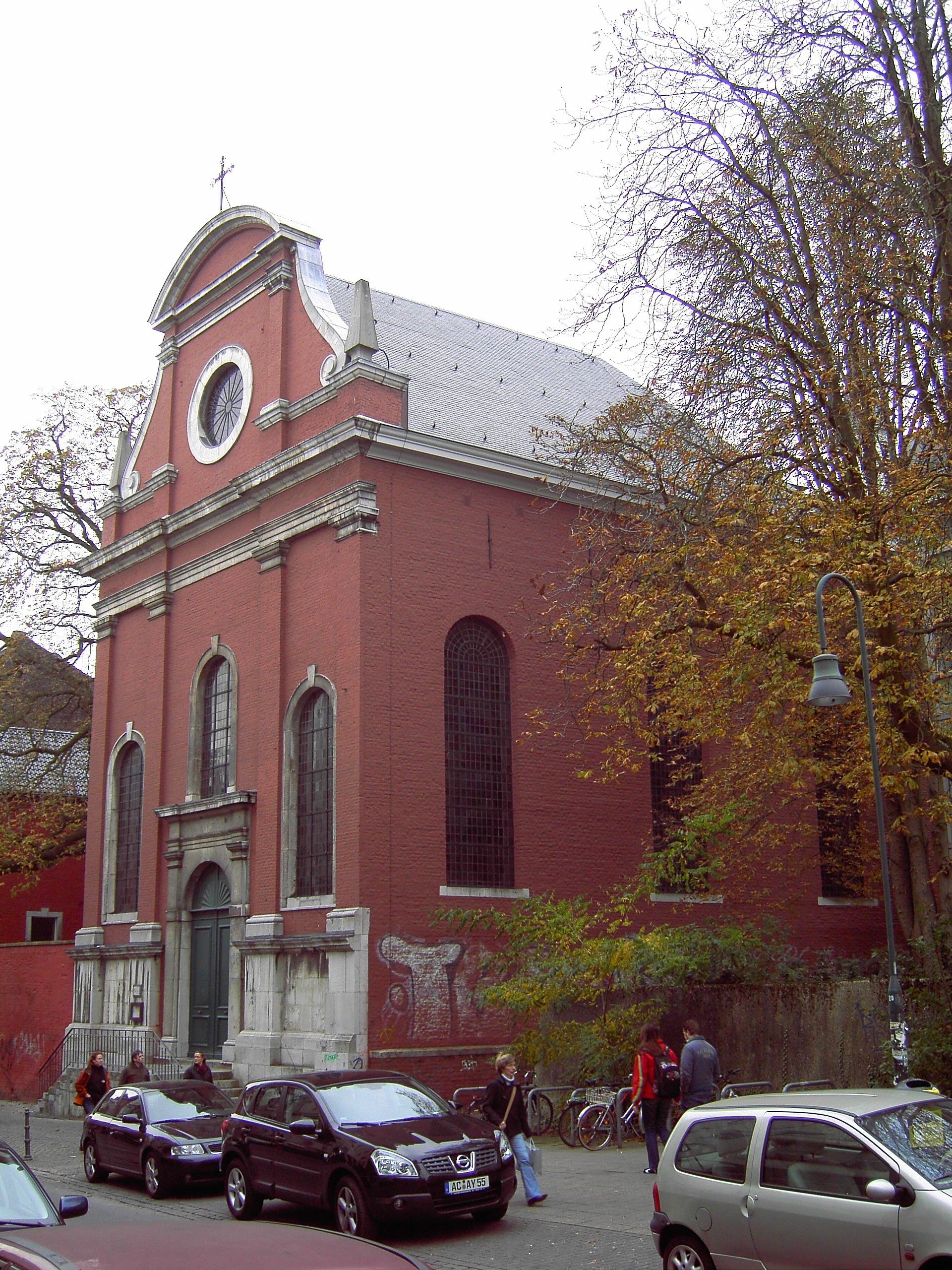
Theresienkirche
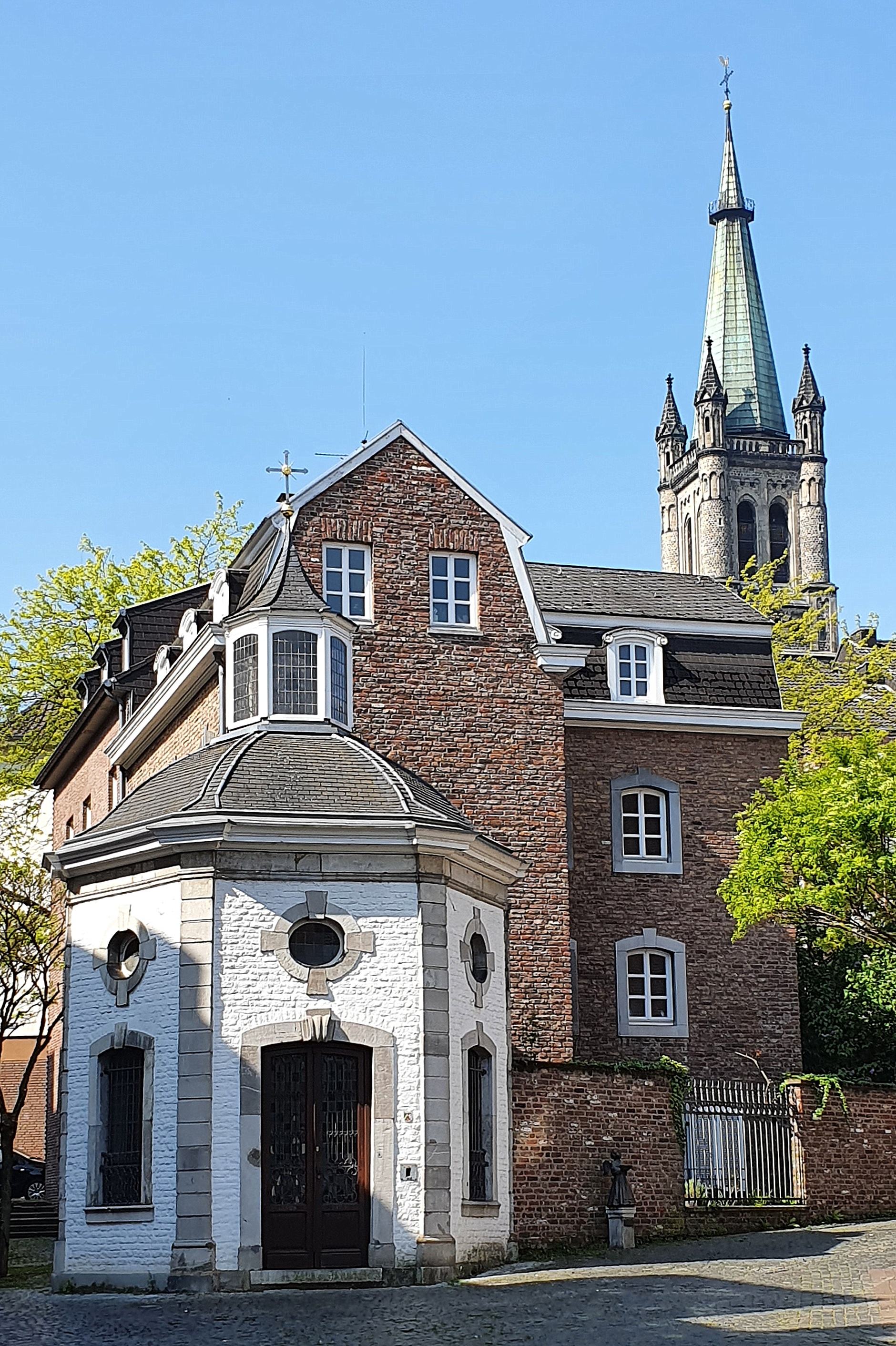
Roskapellchen

### Bouwwerken elders
- 1717: Verbouwing en nieuwbouw tuinhuis Kasteel Neubourg, Gulpen
- 1717: Hervormde pastorie, Vaals (toeschrijving) (Zie Hervormde kerk (Vaals))
- 1719-1723: St.-Nikolauskerk, Raeren
- 1720-28: Sint-Gerlachuskerk, Houthem (toeschrijving)
- 1721-26: St.-Nikolauskerk, Eupen[8]
- 1722-25: St.-Sebastianskerk, Würselen
- voor 1724: Huis Villers (of Cavenshaus), Malmedy
- 1724: Haus Rehrmann, Kaperberg 2-4, Eupen (tegenwoordig school en rijksarchief)
- 1724-37:  Panhuis in Mechelen
- 1728: Hoeve Wienhoes in Partij (toeschrijving)
- 1730: Haus Nyssen, Gospertstrasse 56, Eupen
- 1733: Kasteel Vaalsbroek, Vaals (na 1761 door Moretti en J.J. Couven verbouwd)
- 1748: Weeshuis in Eupen, Rothenberg 33 (tegenwoordig Altes Schwesternheim genoemd)
- 1e helft 18e eeuw: De Esch, Vaals (verbouwd door Joseph Moretti)
- Drimbornshof, Eschweiler-Dürwiß (herbouwd)
- Huis Haasstrasse 42, Eupen

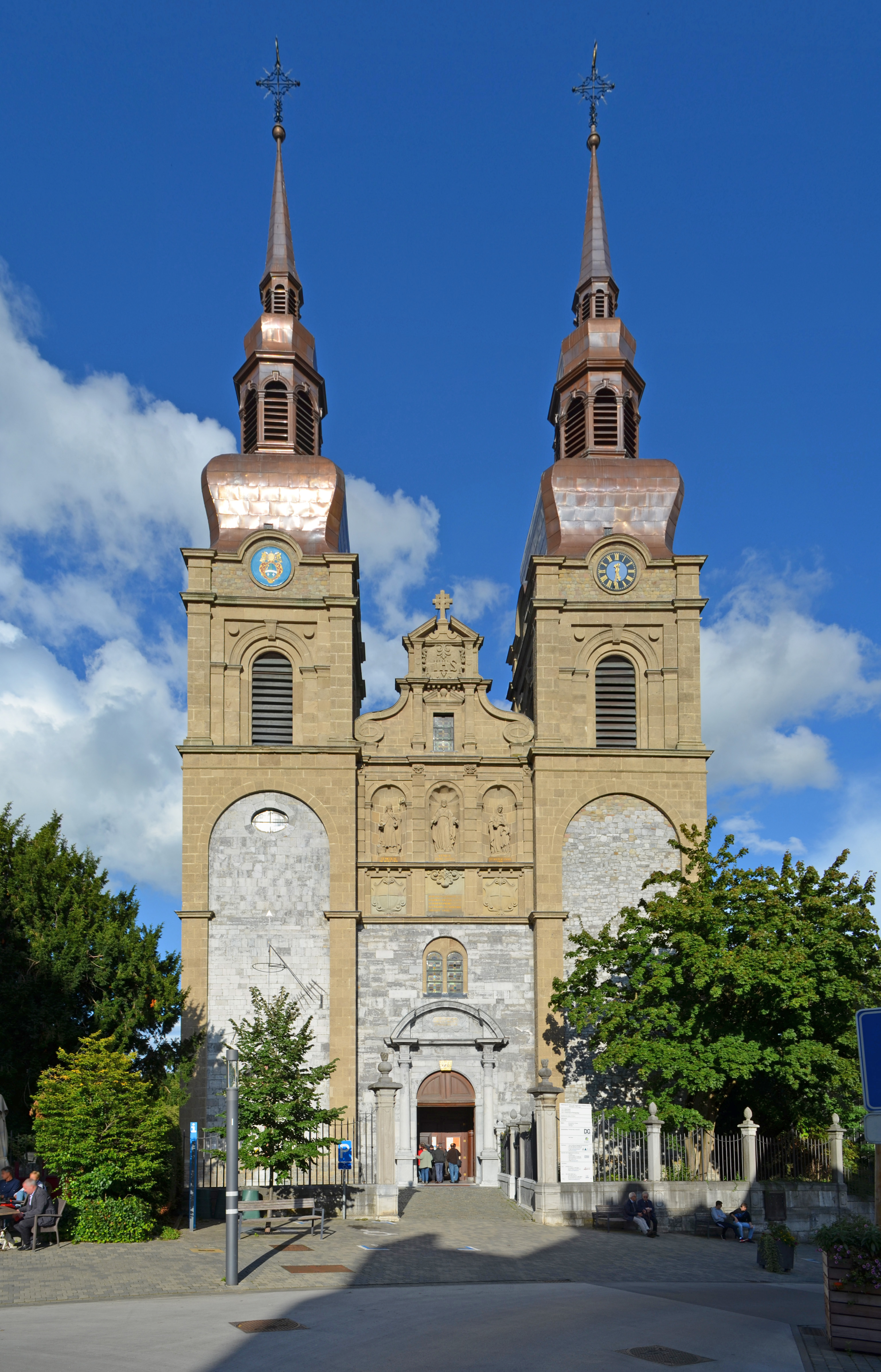
St.-Nikolauskerk, Eupen
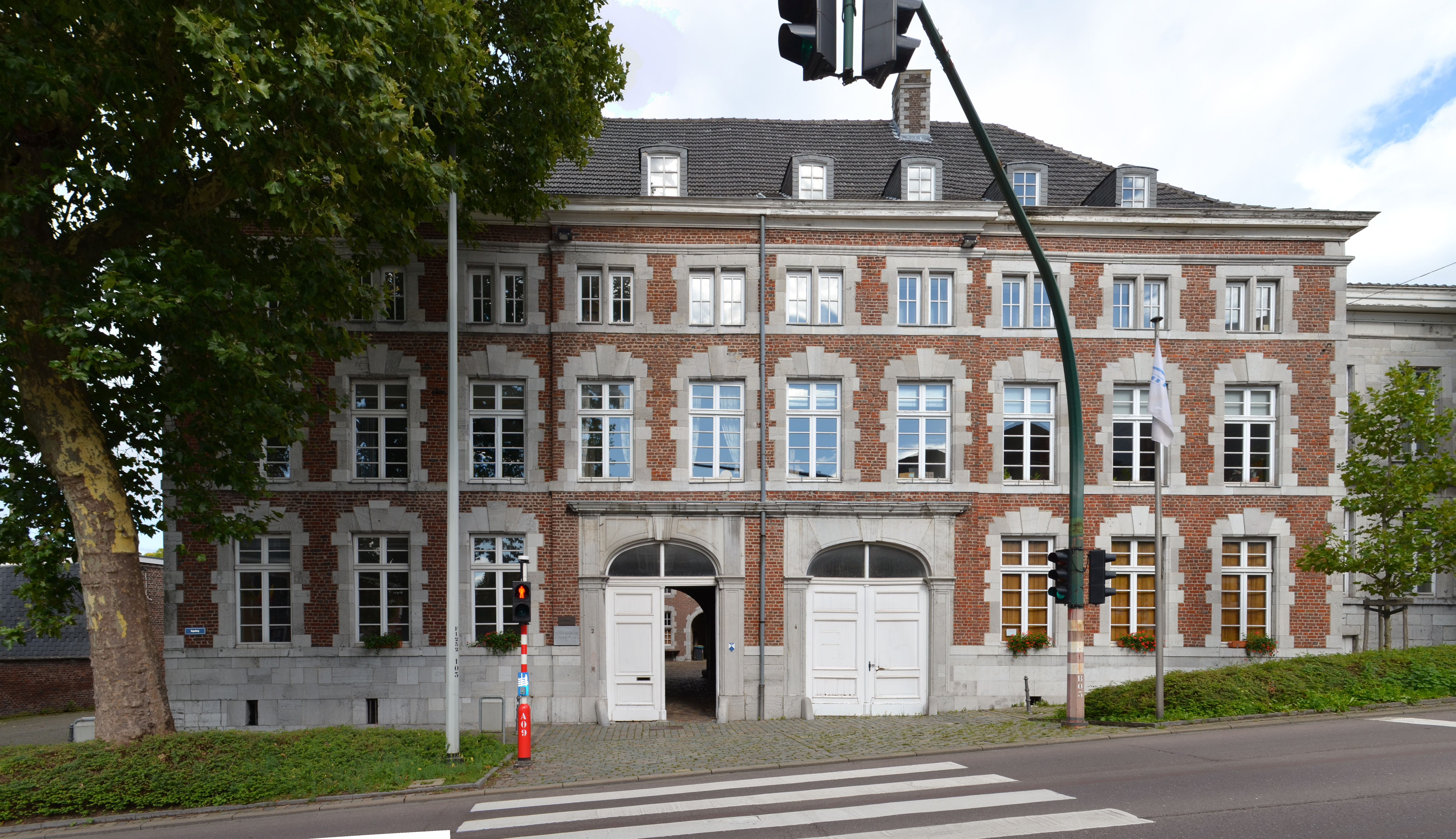
Haus Rehrmann, Eupen
Haus Rehrmann, hofzijde
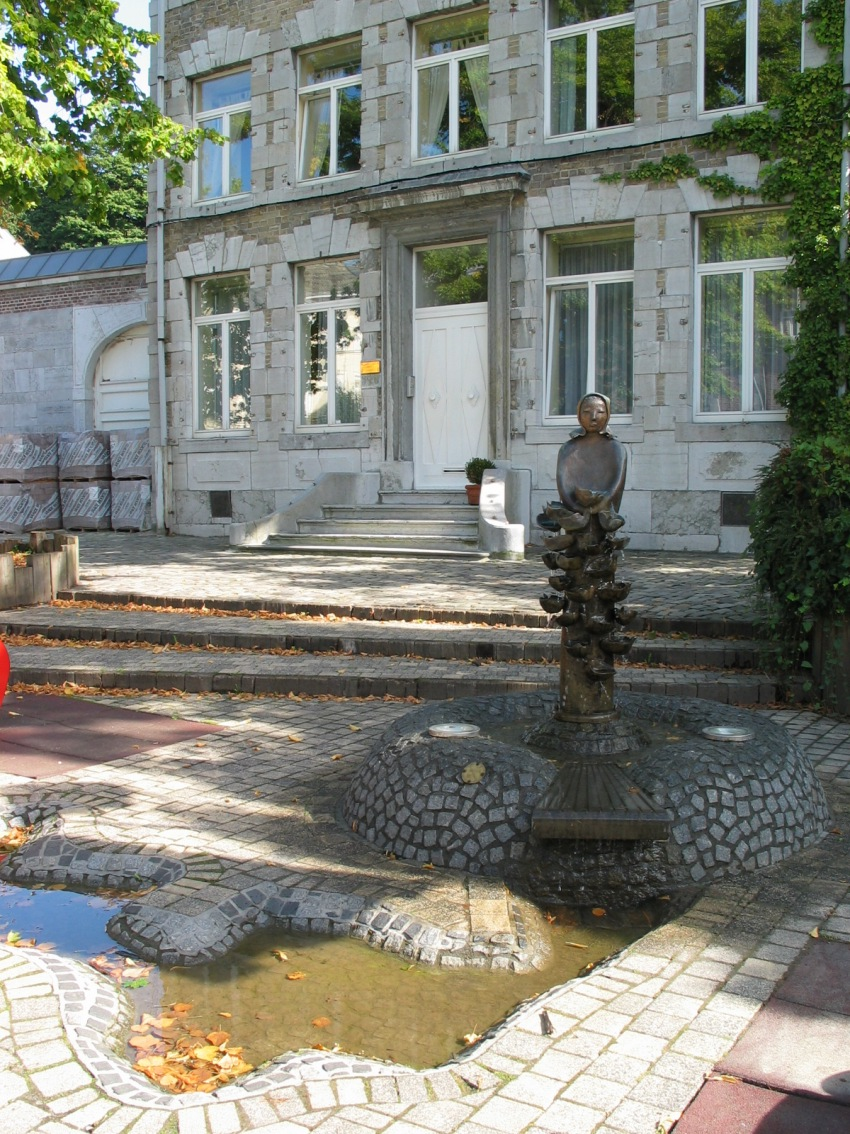
Haasstrasse 42, Eupen
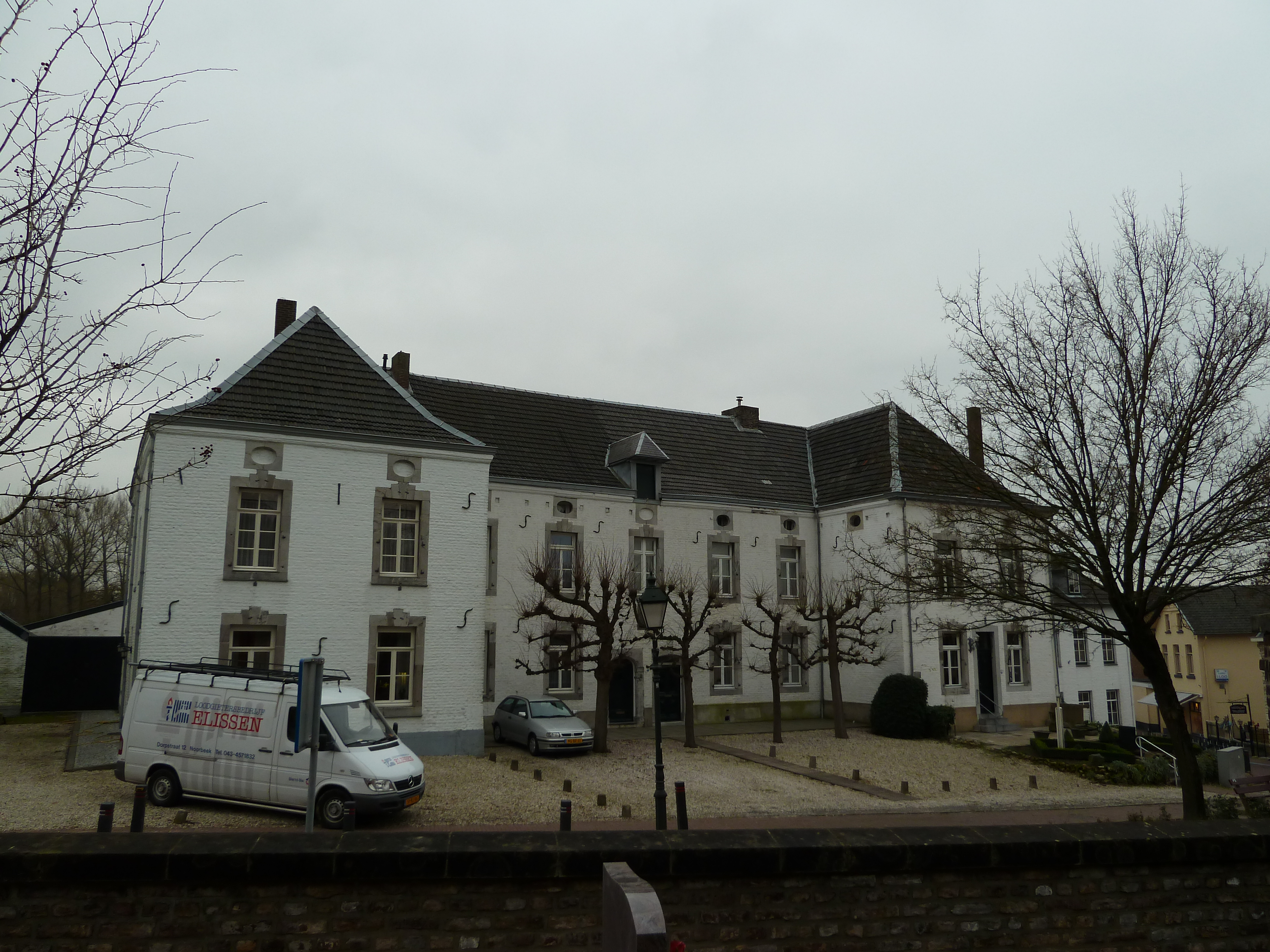
Panhuis, Mechelen